# Jean-Jacques Rousseau
Jean-Jacques Rousseau (Genebra, 28 de junho de 1712 – Ermenonville, 2 de julho de 1778), foi um importante filósofo, teórico político, escritor e compositor genebrino. As ideias de Rousseau influenciaram profundamente todo o Direito e outras áreas das ciências humanas na medida em que desenvolveram e aprofundaram conceitos como Estado, poder e soberania, tais quais conhecemos atualmente.
Seu primeiro grande texto filosófico, Discurso sobre as Ciências e as Artes, ganhou o prêmio da Academia de Dijon em 1750, marcando o início de seu sucesso intelectual. Certas características da filosofia de Rousseau já emergiram em sua primeira obra: a dura crítica à civilização, entendida como a causa de todos os males e infelicidade na vida humana em contraste com a predominância da bondade humana em seu estado de natureza. Esses temas foram retomados e desenvolvidos em sua obra posterior, Discurso sobre a Origem e os Fundamentos da Desigualdade entre os Homens, de 1754, mas foi com a obra Do Contrato Social, de 1762, que Rousseau exerceu maior influência, sobretudo por transferir a titularidade de soberania da pessoa do governante para o povo.
A filosofia política de Rousseau influenciou o progresso do Iluminismo em toda a Europa, bem como certos aspectos da Revolução Francesa e o desenvolvimento dos pensamentos políticos, econômicos e educacionais posteriores, embora grande parte das reflexões rousseaunianas contraste radicalmente com a corrente iluminista, tendo sido classificada como romântica ou até mesmo como irracionalista por alguns de seus pares. A relação de Rousseau com intelectuais iluministas de sua época, assim como com as instituições da República de Genebra, acabou se deteriorando devido a discordâncias filosóficas, suspeitas e brigas, levando Rousseau ao isolamento quase completo.
Como compositor, a obra mais conhecida de Rousseau é Le devin du village.

## Biografia
Jean-Jacques Rousseau não conheceu a mãe, pois ela morreu de infeção puerperal nove dias depois do parto, acontecimento que seria por ele descrito como "a primeira das minhas desventuras". Foi criado pelo pai, Isaac Rousseau, um relojoeiro calvinista, cujo avô fora um huguenote fugido da França. Aos 10 anos teve de afastar-se do pai, mas continuaram mantendo contato.
Teve uma juventude complicada, que desenvolveu nele uma personalidade viva e plurifacetada, durante a qual se converteu ao catolicismo (para depois retornar ao calvinismo e posteriormente tornar-se deísta), viveu e estudou em Turim, onde exerceu diversas profissões, entre as quais a de copista de textos musicais e a de tutor. Posteriormente, viveu anos mais tranquilos com a nobre Françoise-Louise de Warens ; depois, após algumas viagens entre a França e a Suíça, mudou-se para Paris, onde colaborou com os enciclopedistas.
Havia inovado muitas coisas no campo da música, o que lhe rendeu um convite de Diderot para que escrevesse sobre isso na famosa Enciclopédia. Além disso, obteve sucesso com uma de suas óperas, intitulada O Adivinho da Vila. Aos 37 anos, participando de um concurso da academia de Dijon cujo tema era: "O restabelecimento das ciências e das artes terá favorecido o aprimoramento dos costumes?", torna-se famoso ao escrever respondendo de forma negativa o Discurso Sobre as Ciências e as Artes, ganhando o prêmio em 1750.
Após isso, Rousseau, então famoso na elite parisiense, é convidado para participar de discussões e jantares para expôr suas ideias. Ao contrário de seu grande rival Voltaire, que também não era nobre, aquele ambiente não o agradava.[carece de fontes?]
No mesmo período iniciou sua relação com Marie-Thérèse Levasseur, com quem teria cinco filhos, cuja real paternidade é questionada devido à possível infertilidade de Rousseau. Porém, acaba por colocá-los todos em um orfanato, devido a sua difícil situação financeira.
O que escreve como peça mestra do Emílio, a "Profissão de Fé do Vigário Saboiano", acarretar-lhe-á perseguições e retaliações tanto em Paris como em Genebra. Chega a ter obras queimadas. Rousseau rejeita a religião revelada e é fortemente censurado. Era adepto de uma religião natural, em que o ser humano poderia encontrar Deus em seu próprio coração.[carece de fontes?]
Entretanto, seu romance A Nova Heloísa mostra-o como defensor da moral e da justiça divina. Apesar de tudo, o filósofo era um espiritualista e terá, por isso e entre outras coisas, como principal inimigo Voltaire, outro grande iluminista. Em sua obra As Confissões, responde a muitas acusações de François-Marie Arouet (Voltaire). Para alguns, Jean-Jacques Rousseau revela-se um cristão rebelado, desconfiado das interpretações eclesiásticas sobre os Evangelhos.[carece de fontes?]
Politicamente, expõe suas ideias no Do contrato social, publicado em 1762. Procura um Estado social legítimo, próximo da vontade geral e distante da corrupção. A soberania do poder, para ele, deve estar nas mãos do povo, através de um corpo político dos cidadãos. Segundo suas ideias, a população tem que tomar cuidado ao transformar seus direitos naturais em direitos civis, afinal "o homem nasce bom e a sociedade o corrompe".[carece de fontes?]
Ainda no ano de 1762, Rousseau começou a ser perseguido na França, pois suas obras foram consideradas uma afronta aos costumes morais e religiosos. Refugiou-se na cidade suíça de Neuchâtel. Em 1765, foi morar na Inglaterra a convite do filósofo David Hume. De volta à França, no ano de 1767, casou-se com Thérèse Levasseur.[carece de fontes?]
Depois de toda uma produção intelectual, suas fugas às perseguições e uma vida de aventuras e de errância, Rousseau passa a levar uma vida retirada e solitária. Nesta época, dedica-se à natureza, que sempre foi uma de suas paixões. Seu grande interesse por botânica o leva a recolher espécie e montar um herbário. Seus relatos desta época estão no livro "Devaneios de Caminhante Solitário". Morre aos 66 anos, em 2 de julho de 1778, no castelo de Ermenonville, onde estava hospedado.[carece de fontes?]

## Filosofia

### Teoria da natureza humana
Para Rousseau, as instituições educativas tradicionais corrompem o homem e tiram-lhe a liberdade. Para a criação de um novo homem e de uma nova sociedade, seria preciso educar a criança de acordo com a Natureza, desenvolvendo progressivamente seus sentidos e a razão com vistas à liberdade e à capacidade de julgar.
"O primeiro que, ao cercar um terreno, teve a audácia de dizer isto é meu e encontrou gente bastante simples para acreditar nele foi o verdadeiro fundador da sociedade civil. Quantos crimes, guerras e assassinatos, quantas misérias e horrores teria poupado ao gênero humano aquele que, arrancando as estacas e cobrindo o fosso, tivesse gritado a seus semelhantes: "Não escutem a esse impostor! Estarão perdidos se esquecerem que os frutos são de todos e a terra é de ninguém"— Jean-Jacques Rousseau, frase de abertura da segunda parte do Discurso, em Discurso sobre a Origem e os Fundamentos da Desigualdade entre os Homens
A definição da natureza humana é um equilíbrio perfeito entre o que se quer e o que se tem. O homem natural é um ser de sensações, somente. O homem no estado de natureza deseja somente aquilo que o rodeia, porque ele não pensa e, portanto, é desprovido da imaginação necessária para desenvolver um desejo que ele não percebe. Estas são as únicas coisas que ele poderia "representar". Então, os desejos do homem no estado de natureza são os desejos de seu corpo. "Seus desejos não passam de suas necessidades físicas, os únicos bens que ele conhece no universo são a alimentação, uma fêmea e o repouso".
Em algumas passagens de suas obras, Rousseau dá à palavra natureza um sentido quase divino e nela encerra uma espécie de absoluto a ser buscado e seguido. Tal sentido deixa transparecer que há uma natureza da natureza, a qual até poderia ser grafada Natureza, com letra maiúscula, por coincidir com o princípio divino. Nesse sentido, haveria uma natureza absoluta (N) que gera a natureza (n) e o estado de natureza. Como força ativa que estabelece e conserva a ordem de tudo quanto existe (seja num sentido metafísico ou no sentido puramente científico atual), seu sentido é substantivo e não meramente qualificativo, que pode ser expresso na locução adjetiva de nature. É a força de onde emana o próprio estado original e visível da ordem existente, o qual chamamos de estado natural. Presente em diversas partes do Emílio, sobretudo nas palavras do vigário saboiano, essa metafísica é expressa de maneira a propiciar uma leitura de que Natureza (N) e natureza (n) são forças criadoras que se complementam e traduzem a manifestação benfazeja de Deus na vida dos homens.
Além disso, o homem natural não pode prever o futuro ou imaginar coisas além do presente. Em outras palavras, a natureza de si corresponde perfeitamente ao exterior. No Ensaio, Rousseau sugere que o homem natural não é sequer capaz de se distinguir de outro ser humano. Essa distinção requer a habilidade de abstração que lhe falta. O homem natural também ignora o que é comum entre ele e um outro ser humano. Para o homem natural, a humanidade para no pequeno círculo de pessoas com quem ele está no momento. "Eles tiveram a ideia de um pai, filho, irmão, e não de um homem. A cabine continha todos os seus companheiros… Fora eles e suas famílias, não havia mais nada no universo." A compaixão não poderia ser relevante fora do pequeno círculo, mas também essa ignorância não permitia a guerra, como os homens não se encontravam com praticamente ninguém. Homens, se quisessem, atacavam em seus encontros, mas estes raramente aconteciam.
Até então, Rousseau toma posição contra a teoria do estado de natureza hobbesiano. O homem natural de Rousseau não é um "lobo" para seus companheiros. Mas ele não está inclinado a se juntar a eles em uma relação duradoura e a formar uma sociedade com eles. Ele não sente o desejo. Seus desejos são satisfeitos pela natureza, e a sua inteligência, reduzida apenas às sensações, não pode sequer ter uma ideia do que seria tal associação. O homem tem o instinto natural, e seu instinto é suficiente. Esse instinto é individualista, ele não induz a qualquer vida social. Para viver em sociedade, é preciso a razão ao homem natural. A razão, para Rousseau, é o instrumento que enquadra o homem, nu, ao ambiente social, vestido. Assim como o instinto é o instrumento de adaptação humana à natureza, a razão é o instrumento de adaptação humana a um meio social e jurídico.[carece de fontes?]
É justamente a falta de razão que possibilita o homem a viver naturalmente: a razão, ou a imaginação que o permite considerar outro homem como seu alter-ego (ou seja, como um ser humano também), a linguagem e a sociedade, tudo isso constitui a cultura, e não são faculdades do estado de natureza. Mesmo assim, o homem natural já possui todas essas características; ele é antissocial, mas é associável: "não é hostil à sociedade, mas não é inclinável a ela. Foram os germes que se desenvolveram, e podem se tornar as virtudes sociais, tendências sociais, mas eles são apenas potenciais." O homem é sociável, antes mesmo de socializar. Possui um potencial de sociabilidade que somente o contato com algumas forças hostis podem expor.

### Teoria da Vontade Geral
Segundo Rousseau a "Vontade Geral" não é consenso, nem vontade da maioria e muito menos a soma das vontades individuais. Um exemplo seria que cada indivíduo tem pelo menos duas vontades, vontades de longo prazo e as imediatistas, em que uma se sobrepõe a outra, sendo essa a vontade geral. Com isso, todos devem se submeter a ela. Como a sociedade não tem objetivo estabelecido, é auto determinante, a vontade geral não seria constrangida por nada, tendo o "Todo" (sociedade) se submetendo a ela, recebendo cada um parte individual do "Todo". Uma forma de exemplificar tal teoria seria compará-la com Locke, pois a vontade geral entra em contradição com Locke, que diz que o homem não deve se submeter a nada, que ele é livre, mas Rousseau enfatiza que todos devem estar sob a vontade geral. Para atingir a vontade geral é necessário que a sociedade reduza a desigualdade social, pois assim as opiniões, conceitos e principalmente vontades seriam mais próximos e estreitos. Como também maior educação na sociedade. Porque Rousseau salienta que a educação deve fazer parte do Estado, já Locke defende a ideia de que cada um tem a educação que deseja, sendo ela baseada na vontade individual de cada um. Pelo ponto de vista legislativo, as leis deveriam ser aprovadas pela religião, sendo utilizadas de forma cívica, tendo o lema e como justificativa que "Um bom cidadão será um bom religioso". Caso haja o descumprimento da vontade geral ou recusa a aceita-la, o indivíduo será constrangido pelo corpo, ou seja, pelos demais da sociedade, sendo esse indivíduo forçado a ser livre e independente, sem vínculo com os outros. De acordo com Rousseau o Contrato Social tem por fim a vontade geral. Porém, Locke diz o contrário, ele defende a ideia de que o fim deste contrato são as leis, ou seja, o estado de direito. Para ele o conceito de soberania seria a vontade geral, pois a deliberação comunitária torna a comunidade soberana, ou melhor, o conjunto de vontades em comum gera a vontade geral. O legislador tem a função de liberar a vontade da sociedade, podendo ser um legislador ditador ou liberal. Tudo isso porque no Estado de Natureza o indivíduo faz o que deseja, mas quando sai desse estado e entra na sociedade civil, há a necessidade e obrigação de se submeter a vontade geral, ou seja, a vontade popular.

### Amor e ódio
Não há dúvida alguma de que Rousseau fez soprar um vento revolucionário sobre as ideias de amor e ódio: ele debate a sexualidade como uma experiência fundamental na vida do ser humano, a tomada de consciência da importância dos sentimentos de amor e ódio na construção da sociedade humana e no seu desenvolvimento pessoal, e enfim, essa abertura para o debate moderno sobre a divisão do amor entre amor conjugal e amor passional. Pode-se atribuir a Rousseau a tentativa de estabelecer, na sociedade do século XVIII, uma nova noção: a de que a personalidade do indivíduo, que concerne o tratamento que ele dá aos outros e a sua própria sexualidade, é formada na infância.[carece de fontes?]

### O contrato social
A obra Do Contrato Social, publicada em 1762, propõe que todos os homens façam um novo contrato social onde se defenda a liberdade do homem baseado na experiência política das antigas civilizações onde predomina o consenso, garantindo os direitos de todos os cidadãos, e se desdobra em quatro livros.[carece de fontes?]
No primeiro livro “Onde se indaga como passa o homem do estado natural ao civil e quais são as condições essenciais desse pacto”, composto de nove capítulos. Primeiramente se aborda a liberdade natural, nata, do ser humano, como ele a havia perdido, e como ele haveria de a recuperar. Dessa forma, já no quarto capítulo, Rousseau condena a escravidão, como algo paradoxal ao direito. A conclusão é que, se recuperando a liberdade, o povo é quem escolhe seus representantes e a melhor forma de governo se faz por meio de uma convenção.[carece de fontes?]
No início, Jean-Jacques Rousseau questiona porque o homem vive em sociedade e porque se priva de sua liberdade. Vê num rei e seu povo o senhor e seu escravo, pois o interesse de um só homem será sempre o interesse privado. Os homens, para se conservarem, se agregam e formam um conjunto de forças com objetivo único.[carece de fontes?]
Essa convenção é formada pelos homens como uma forma de defesa contra aqueles que fazem o mal. É a ocorrência do pacto social. Feito o pacto, pode-se discutir o papel do “soberano”, e como este deveria agir para que a soberania verdadeira, que pertence ao povo, não seja prejudicada. Além de uma forma de defesa, na verdade o principal motivo que leva à passagem do estado natural para o civil é a necessidade de uma liberdade moral, que garante o sentimento de autonomia do homem.[carece de fontes?]
No segundo livro Onde se trata da legislação, o autor aborda os aspectos jurídicos do Estado Civil, em doze capítulos. As principais ideias são desenvolvidas a partir de um princípio central, a soberania do povo, que é indivisível. O povo, então, tem interesses, que são nomeados como “vontade geral”, que é o que mais beneficia a sociedade. Evidentemente, o “soberano” tem que agir de acordo com essa vontade, o que representa o limite do poder de tal governante: ele não pode ultrapassar a soberania do povo ou a vontade geral. Mais a frente no livro, a corrupção dos governantes quanto à vontade geral é criticada, garantindo-se o direito de tirar do poder tal governante corrupto. Assim, se esse é o limite, o povo é submisso à lei, porque em última análise, foi ele quem a criou; sendo a lei a condição essencial para a associação civil.[carece de fontes?]
A terceira análise rousseauniana, corresponde ao livro terceiro, se refere às possíveis formas de governo, que são a democracia, a aristocracia e a monarquia, e suas características e princípios. A principal conclusão desse livro é a partir do oitavo capítulo, em que tipo de Estado, que forma de governo funciona melhor – para Rousseau, a democracia é boa em cidades pequenas, a aristocracia em Estados médios e a monarquia em Estados grandes. Em contrapartida a essas adequações, no capítulo décimo, o autor mostra como o abuso dos governos pode degenerar o Estado. Ainda, é destacado no capítulo nono que o principal objetivo de uma sociedade política é a preservação e prosperidade dos seus membros.[carece de fontes?]

### Mulheres
A cultura europeia dos século XVIII produziu uma quantidade inédita de discursos que tinham por base a concepção de que as mulheres deveriam ostentar as virtudes da feminilidade: o recato, a docilidade, uma receptividade passiva em relação aos desejos e necessidades dos homens e, então, dos filhos. O homem e a mulher, seriam, em visão da época, seres complementares, sendo o homem superior à mulher, pois ele seria conduzido pela razão, enquanto ela pelo útero. Para a regeneração dos costumes que foram destruídos pelo luxo excessivo, dissimulação e vícios da Aristocracia, a conduta das mulheres deveria ser a mais discreta possível e dedicada à maternidade republicana.
Rousseau criou o ideal de feminilidade que persiste até hoje na subjetividade de mulheres identificadas a esse modelo de submissão, passividade e maternidade. Ele reproduziu o discurso existente sobre a diferença entre os sexos e suas consequências morais e sociais, acoplando diferença sexual e diferença de gênero. A mulher deveria ser educada para atender as necessidades e os desejos masculinos; assim, elas teriam que ser úteis e sempre procurar agradar aos homens, embora em alguns trechos de sua obra apareça um certo equilíbrio.
Estabelecido este princípio, segue-se que a mulher é feita especialmente para agradar ao homem. Se o homem deve agradar-lhe por sua vez, é necessidade menos direta: seu mérito está na sua força; agrada, já pela simples razão de ser forte (Rousseau, 1973, p. 415).
Enquanto o homem trabalhava na esfera pública, a mulher era a responsável pelo cuidado do lar, dos filhos e do marido. Assim, une-se a esfera da maternidade, das condições do corpo feminino, com o lar - local considerado natural para a atividade da mulher.

## Liberdade em Rousseau

### Liberdade natural
Para Rousseau, a liberdade natural caracteriza-se por ações tomadas pelo indivíduo com o objetivo de satisfazer seus instintos, isto é, com o objetivo de satisfazer suas necessidades. O homem neste estado de natureza desconsidera as consequências de suas ações para com os demais, ou seja, não tem a vontade e nem a obrigação de manter o vínculo das relações sociais. Outra característica é a sua total liberdade, desde que tenha forças para colocá-la em prática, obtendo as satisfações de suas necessidades, moldando a natureza. “O homem realmente livre faz tudo que lhe agrada e convém, basta apenas deter os meios e adquirir força suficiente para realizar os seus desejos.”
Ao perder uma disputa com outros indivíduos o sujeito não consegue exercer a sua liberdade, uma vez que a liberdade nesse estágio se estabelece a partir da correlação de forças entre os indivíduos. Não há regras, instituições ou costumes que se sobrepõem às vontades individuais para a manutenção do “bem coletivo”. Contudo, na concepção de Rousseau, o homem selvagem viveria isolado e por isso, não faz sentido pensar em um bem coletivo. Também não haveria tendência ao conflito entre os indivíduos isolados quando se encontrassem, pois seus simples desejos (necessidades) seriam satisfeitas com pouco esforço, devido à relação de comunhão com a natureza. O isolamento entre os indivíduos só era quebrado para fins de reprodução, pois sendo autossuficientes não tinham outra necessidade para viverem em agrupamentos humanos. Foi a partir do isolamento que o homem adquiriu qualidades como amor de si mesmo e a piedade.[carece de fontes?]
Vale ressaltar que, para Rousseau, o homem se completa com a natureza , portanto não é um estado a ser superado, como Locke e Hobbes acreditavam. Rousseau em o Discurso sobre a Origem e os Fundamentos da Desigualdade entre os Homens, afirma que “a maioria de nossos males é obra nossa e (…) os teríamos evitado quase todos conservando a maneira de viver simples, uniforme e solitária que nos era prescrita pela natureza”
A consciência no estado selvagem não estabelece distinção entre bem ou mal, uma vez que tal distinção é característica do indivíduo da sociedade civil. Para Rousseau, o que faz o indivíduo em estado de natureza parecer bom é, justamente, o fato de conseguir satisfazer suas necessidades sem estabelecer conflitos com outros indivíduos, sem escravizar e não sentindo vontade de impor a sua força a outros para sobreviver e ser feliz.[carece de fontes?]

### Transição do estado de natureza para o estado civil
A transição do estado de natureza para a ordem civil transforma a liberdade do sujeito, ocorrendo durante um período de “guerra de todos contra todos” que se iniciou com o estabelecimento da propriedade privada e da ausência de instituições políticas e de regras que impedissem a exploração entre as pessoas. Não havia cidadania neste período pré-social (esse período, existente antes do contrato social, se caracterizava por uma vida comum de disputas pela propriedade e pela riqueza). Para evitar as desigualdades, advindas da propriedade privada e do poder que devido a ela as pessoas (ricos proprietários) passam a exercer sobre outras pessoas (pequenos proprietários e despossuídos), é firmado o contrato social.[carece de fontes?]
Na transição para a vida em sociedade Rousseau é claro em escrever que: “O que o homem perde pelo contrato social é a liberdade natural e um direito ilimitado a tudo quanto aventura e pode alcançar. O que com ele ganha é a liberdade civil e a propriedade de tudo o que possui.”
Esta perda representa não apenas o desenvolvimento de faculdades racionais e emocionais do indivíduo como também abre os precedentes para toda a violação da liberdade, da segurança e da igualdade entre os sujeitos em coletividade.[carece de fontes?]
As principais decorrências do estabelecimento da vida comunitária, segundo Rousseau, se dão tanto no desenvolvimento (da consciência, da afetividade e dos desejos) de cada indivíduo quanto nas novas organizações e ações que se impõem aos sujeitos com advento da vida em sociedade. No que tange ao indivíduo a sua forma de viver é alterada quando a vida coletiva potencializa as suas capacidades intelectuais. Para Rousseau, isso ocorre tanto como causa quanto como efeito do contrato social; os indivíduos têm de ter uma consciência e um amor não apenas de si, como outrora, como também devem pensar nas consequências de seus atos em relação a outros indivíduos e reconhecer a necessidade da convivência com estes outros indivíduos.[carece de fontes?]
Em suma o que aparece no Contrato Social como pensamento racional-moral diz respeito às capacidades de compreensão (sensorial e lógica), de formulação racional, de ação (individual e coletiva) e de comunicação dos sujeitos que exercem tais faculdades nas suas relações dentro da ordem civil. A própria ordem civil seria inviável se os sujeitos não possuíssem tais capacidades cognitivas e afetivas e, assim não haveria como estabelecer o contrato social se os indivíduos permanecessem apenas centrados no amor próprio e agindo de forma irrestrita na satisfação de suas necessidades. Se bem que neste ponto o argumento rousseauniano não é totalmente claro quanto às causas e aos efeitos, pois ao mesmo tempo em que é preciso que o homem abandone alguns de seus instintos naturais e aprenda a limitar a sua liberdade em função da sua necessidade do outro, somente a vida em sociedade permite o desenvolvimento de tais capacidades. Ele buscava a liberdade e a igualdade.[carece de fontes?]

### Liberdade civil
Na resolução do estágio de conflito generalizado é estabelecido o contrato social. Tal contrato é para Rousseau o que forma um povo enquanto tal, sendo precedente a formação do Estado e do governo. Esses são decorrentes da organização e do acordo vigentes na constituição do povo. Aqui Rousseau estabelece um princípio de organização das instituições políticas, no qual a organização de um povo em relação à propriedade, aos direitos e aos deveres de cada indivíduo são estipulados na lei, a partir do contrato social que orienta a constituição do Estado e da legislação.[carece de fontes?]
Um dos aspectos normativos do projeto rousseauniano é o de querer demonstrar a lógica dos princípios políticos do Estado e, simultaneamente, medidas utilitárias para a ação política dos indivíduos e do Estado, por exemplo, estipular que a igualdade se dê juridicamente mesmo reconhecendo que o princípio da desigualdade decorrente da propriedade privada ainda se mantém na ordem civil. Assim estipula uma reformulação nas instituições políticas que não dá conta do problema econômico-político, delineado pelo próprio Rousseau, da desigualdade de recursos e de propriedades.[carece de fontes?]
Referindo-se a lei, Rousseau não considera as leis vigentes satisfatórias (leis instituídas na monarquia, na aristocracia). Sua intenção é estabelecer um padrão das leis (que seria uma forma de superar as oposições entre indivíduo e Estado), baseado na igualdade, sendo esse critério indispensável para o contrato social. Portanto, a justiça estabelecida na lei deve ter reciprocidade entre os indivíduos, cada um tendo seus direitos e deveres, tanto o soberano quanto os súditos. Por isso, as leis devem representar toda a sociedade, sendo consideradas como vontade geral (não no sentido de uma união das vontades individuais e sim da vontade do corpo político).[carece de fontes?]
Porém, Rousseau não descarta a possibilidade de “guias” para a tomada de decisões, isto é, um Legislador que possua uma “inteligência superior”. Tal legislador teria uma das tarefas mais exigentes na sociedade: estipular regras e normas que limitam a liberdade de cada indivíduo em nome do bem desses. Para tanto deve ser capaz de exercer tal poder sem beneficiar-se, o legislador não deve tornar-se um governante autoritário afastado do corpo político. “The laws, it seems, have to be made, as well as be executed, by representatives.”
Portanto, as leis estabelecidas no contrato social asseguram a liberdade civil através dos direitos e deveres de cada cidadão no corpo político da sociedade. Mas para isso, cada cidadão deve “doar-se” completamente, submetendo-se ao padrão coletivo.[carece de fontes?]
Vale ressaltar que o fator limitante da liberdade civil é a vontade geral, uma vez que ela visa à igualdade (o que torna os indivíduos realmente livres), pois a liberdade no estado civil não se dá apenas pelos interesses particulares, mas também pelos interesses do corpo político. Assim, o contrato social não apenas iguala todos os cidadãos, como também fortalece a liberdade de cada indivíduo, a partir de seus interesses particulares. Uma vez que um dos principais objetivos do contrato social é garantir a segurança e a liberdade de cada indivíduo, ainda que a última seja limitada por normas.[carece de fontes?]
“Encontrar uma forma de associação que defenda e proteja a pessoa e os bens de cada associado com toda a força comum, e pela qual cada um, unindo-se a todos, só obedece contudo a si mesmo, permanecendo assim tão livre quanto antes. Esse, o problema fundamental cuja solução o contrato social oferece”.
Contudo o contrato de Rousseau oferece outra solução: a separação nominal jurídica do público e do privado. Tal separação é o que garante a igualdade política a cada pessoa que passa a ser um cidadão de direitos e deveres na esfera pública e com liberdade comercial e livre expressão de ideias, uma vez que é um indivíduo único. Tal princípio de separação, além de ser uma tentativa lógica de equacionar o problema – liberdade e igualdade – é um pesado ataque a ordem política feudal, na qual os laços de sangue e de parentesco determinavam o tratamento político diferenciado e limitavam a participação política de cada cidadão.[carece de fontes?]
O Estado, tal como é proposto por Rousseau no Contrato Social, assegura a liberdade de cada cidadão através da independência individual privada e da livre participação política. Sendo que para Robert Nisbet: “Esta predominância do Estado na vida do indivíduo não constitui, entretanto, despotismo; constitui a base necessária da verdadeira liberdade individual.”

## Religião
Tendo se convertido ao catolicismo romano cedo na vida e retornado ao calvinismo austero de sua Genebra natal como parte de seu período de reforma moral, Rousseau manteve a profissão daquela filosofia religiosa e de João Calvino como legislador moderno pelo resto de sua vida. Ao contrário de muitos dos filósofos iluministas mais agnósticos, Rousseau afirmou a necessidade da religião. Suas opiniões sobre religião apresentadas em suas obras de filosofia, entretanto, podem parecer discordantes com as doutrinas do catolicismo e do calvinismo.
O forte endosso de Rousseau à tolerância religiosa, conforme exposto em Émile, foi interpretado como uma defesa do indiferentismo, uma heresia, e levou à condenação do livro tanto na Genebra calvinista quanto na Paris católica. Embora elogiasse a Bíblia, ele estava desgostoso com o cristianismo de seus dias, passando a defender uma religião natural (PAIVA, 2014). A afirmação de Rousseau em O Contrato Social de que os verdadeiros seguidores de Cristo não seriam bons cidadãos pode ter sido outro motivo para sua condenação em Genebra. Ele também repudiou a doutrina do pecado original, que desempenha um grande papel no calvinismo. Em sua "Carta a Beaumont", Rousseau escreveu, "não há perversidade original no coração humano."
No século XVIII, muitos deístas viam Deus apenas como um criador abstrato e impessoal do universo, comparado a uma máquina gigante. O deísmo de Rousseau diferia do tipo usual em sua emocionalidade. Ele via a presença de Deus na criação como boa e separada da influência prejudicial da sociedade. A atribuição de um valor espiritual à beleza da natureza por Rousseau antecipa as atitudes do Romantismo do século XIX em relação à natureza e à religião. (Os historiadores, notadamente William Everdell, Graeme Garrard e Darrin McMahon, também situaram Rousseau dentro do Contra-Iluminismo.) Rousseau ficou chateado que seu deísmo foi condenado com tanta força, enquanto o dos filósofos mais ateus foi ignorado. Ele se defendeu contra as críticas de seus pontos de vista religiosos em sua "Carta ao Monsenhor de Beaumont, o Arcebispo de Paris", "na qual ele insiste que a liberdade de discussão em assuntos religiosos é essencialmente mais religiosa do que a tentativa de impor a fé pela força."

## Principais obras
- Discurso Sobre as Ciências e as Artes
- Discurso Sobre a Origem e os Fundamentos da Desigualdade Entre os Homens
- Do Contrato Social
- Emílio, ou da Educação
- Os Devaneios de um Caminhante Solitário
- As Confissões

## Cronologia
- 1712: Nasce em Genebra a 28 de junho Jean-Jacques Rousseau. Suzanne Bernard, mãe de Rousseau, morre em 7 de julho.
- 1719: Daniel Defoe publica Robinson Crusoé, uma das principais influências literárias de Rousseau.
- 1745: Une-se a Thérèse Levasseur, com quem tem cinco filhos, que são abandonados.
- 1749: Escreve o "Discurso sobre as Ciências e as Artes".
- 1755: Publica o "Discurso sobre a origem da desigualdade" e o "Discurso sobre a economia política".
- 1762: Publica Do Contrato Social em abril e o Emílio, ou Da Educação em maio.
- 1776: Escreve os Devaneios de um Caminhante Solitário. Declaração da Independência das colônias inglesas na América.
- 1778: Morte de Voltaire em maio. Rousseau termina de escrever os Devaneios. Morre em 2 de julho e é sepultado em Ermenonville. Seus restos mortais foram traslados para o Panteão de Paris em 1794.

## Grupos de estudos sobre Rousseau
- Rousseau Studies(França)
- Société Jean-Jacques Rousseau(França)
- Grupo Interdisciplinar de Pesquisa Jean-Jacques RousseauUnicamp (Brasil)
- Rousseau Association (EUA)
- GEI Rousseau (Brasil - Iberoamérica)